# Schwerter im Berg

Schwerter im Berg

Schwerter im Berg (norwegisch: Sverd i Fjell) ist ein Denkmal in der norwegischen Stadt Stavanger. Es erinnert an die Schlacht am Hafrsfjord im Jahr 872, in deren Ergebnis Harald Schönhaar erster König Norwegens wurde, und ist ein Symbol für die damit erfolgte nationale Vereinigung Norwegens.
Das Denkmal befindet sich an der Ostseite der Bucht Møllebukta des Hafrsfjords in der die Schlacht stattgefunden haben soll. Es liegt westlich von Stavanger. Östlich des Denkmals verläuft die Straße Madlaveien.
Schwerter im Berg wurde von Fritz Røed geschaffen. Es besteht aus drei großen, scheinbar in einem felsigen Hügel steckenden Schwertern. Die drei Schwerter mit ihren drei Kronen symbolisieren die drei Hauptregionen Norwegens, den Norden, den Südosten und den Südwesten. Neben der Erinnerung an die Schlacht ist das Monument jedoch auch ein Symbol für den Frieden. Bei den Wikingern bestand der Brauch, in Friedenszeiten die Schwerter in den Boden zu stecken, worauf die Gestaltung des Denkmals bezugnimmt. Die Einweihung des Denkmals erfolgte 1983 durch den norwegischen König Olav V. Finanziert wurde das Monument durch die Sparebanken Rogaland.
Eine nahe der Schwerter in den Fels eingearbeitete Tafel informiert in Norwegisch über die Bedeutung des Denkmals, den Künstler und die Enthüllung durch den König.